# Affaire Martel
L'affaire Martel (ou affaire Saphir) est une affaire d'espionnage qui a lieu aux États-Unis et en France au début de l'année 1962. Anatoliy Golitsyne, ancien membre du KGB, fait défection aux États-Unis. Il affirme à la CIA que le cabinet du président de la République française, Charles de Gaulle à l'époque, abriterait un espion du KGB, et que le Service de documentation extérieure et de contre-espionnage (SDECE) serait également noyauté.

## Contexte

### Défection de Golitsyne
En 1961, Anatoliy Golitsyne, major du KGB, est affecté à l'ambassade de l'Union soviétique à Helsinki (Finlande) sous la légende de « Ivan Klimov ». Le 15 décembre, il fait défection aux États-Unis avec son épouse et sa fille, en franchissant par train la frontière suédoise. Sa défection provoque un séisme au KGB, qui envoie immédiatement l'ordre aux agents du KGB d'annuler toutes les rencontres avec leurs sources sur le terrain que Golitsyne connaissait, de crainte que les agents du KGB puissent être identifiés.
Golitsyne est exfiltré aux États-Unis, où il est pris en charge par la CIA. Il fait l'objet d'interrogatoires de la part de la CIA, qui cherche à vérifier s'il n'est pas un faux traître comme le KGB en envoyait à l'Ouest afin d'intoxiquer les services occidentaux. Il est notamment interviewé par David Murphy, le chef de la Division de la Russie soviétique à la CIA.
Après un certain temps, Golitsyne commence à se plaindre de son traitement et demande à parler à des personnes mieux placées dans la hiérarchie de l'agence. Murphy le considère comme peu fiable et demande à James Jesus Angleton, le directeur du contre-espionnage de mener son interrogatoire . La description par Golitsyne d'un espion au sein de la CIA, qu'il n'aurait connu que sous le nom de code « Sasha », fait qu'Angleton cherche pendant plusieurs années l'homme et accuse de nombreux membres de la CIA d’être cet espion. Toute l'affaire est encore très controversée.

### Déclarations de Golitsyne
Les informations de Golitsyne aboutissent à l'identification ou à la confirmation de l'identification d'espions soviétiques partout dans le monde occidental, dont Kim Philby[réf. nécessaire], Donald Duart Maclean[réf. nécessaire], Guy Burgess[réf. nécessaire] et l'agent double Aleksander Kopatzky[réf. nécessaire]. Golitsyne déclara également que leurs contacts avaient si bien infiltré l'OTAN qu'ils pouvaient produire tout document secret dans un délai de quelques jours. Un si grand nombre d'informations avaient été reçues que le KGB utilisait les numéros de documents propres à l'OTAN pour les cataloguer.
Au cours des entretiens, Golitsyne parle de la France. Il disait être incapable d'identifier directement l'agent dormant à l'OTAN, mais savait qu'il parlait français. Golitsyne évoquait également l'existence d'un vaste réseau d'espions du KGB parmi les membres de l'armée française et des bureaux du gouvernement,.
Dès décembre 1961, Golitsyne déclare lors d'un entretien avec la CIA que l'Union soviétique a réussi à pénétrer en profondeur l'appareil sécuritaire français, et disposerait même d'une taupe au sein du cabinet du président Charles de Gaulle.

## Développement

### Lettre de Kennedy à de Gaulle
Ces nouvelles alarment la CIA, qui transmet l'information au président américain John F. Kennedy. Alarmé par les conséquences potentielles d'un espionnage au plus haut niveau de l’État français, Kennedy rédige lui-même une lettre pour son homologue. Dans l'impossibilité de faire confiance aux réseaux de communications officiels, il décide de faire livrer la lettre en mains propres. En rappelant le caractère inquiétant de l'information, Kennedy propose à de Gaulle que des membres des services de sécurité français accèdent directement à l'agent russe .
De Gaulle reçoit rapidement la lettre. Elle arrive toutefois à un moment où les relations franco-américaines sont mauvaises. Dans l'après-guerre, les États-Unis et le Royaume-Uni avaient mis en place des réseaux d'espionnage dont le siège était à Paris, avec l'objectif explicite d'espionner les Soviétiques mais avec comme mission secondaire de veiller sur l'évolution de la situation politique française. Les Français, bien que conscients de ces réseaux, les tolérèrent pendant les années 1950, mais de Gaulle avait une politique d'indépendance nationale qui exigeait que la France soit en mesure de garder ses secrets. De Gaulle entreprit une politique visant à briser ces réseaux et ordonna au SDECE d'œuvrer en ce sens en janvier 1962.
Le président s'attendait donc à subir des représailles de la part de la CIA. Il a ainsi pu soupçonner les États-Unis d'être derrière l'Organisation de l'armée secrète. C'est dans ce contexte qu'arriva la lettre de Kennedy, ce qui fit que les Français crurent que Martel — le nom donné par les Français au transfuge soviétique dont ils ignoraient l'identité — pouvait être un agent de la CIA, ayant pour mission de discréditer et d'ébranler les services secrets français. Néanmoins, une lettre personnelle du président des États-Unis ne pouvait être ignorée.

### Prise en charge par le contre-espionnage français
De Gaulle chargea Jean-Louis de Rougemont, le chef de la division du renseignement du Secrétariat général de la défense nationale (SGDN), de confirmer que Martel était un transfuge soviétique. Rougemont avait des contacts personnels avec ses homologues des services américains. Il s'envola pour Washington au printemps de 1962 pour les rencontrer. Il obtint quelques jours d'entretiens personnels avec Golitsyne.
La première opinion de Rougemont fut que Martel travaillait en réalité pour les services américains et qu'il s'agissait d'une tentative de déstabilisation. Ses rencontres avec Golitsyne le convainquirent toutefois rapidement du contraire. Jusqu'à l'été 1962, Martel fut interrogé par une équipe du contre-espionnage français.
De retour en France, de Rougemont rapporta ses informations à Étienne Burin des Roziers, secrétaire général de l'Élysée. Ce dernier organisa une réunion avec les chefs du SDECE et de la Direction de la Surveillance du Territoire. Les directeurs de ces deux organisations étaient déjà au courant des rumeurs au sujet de Martel. Burin des Roziers leur confirma l'affaire et que le transfuge semblait bien être authentique. Il confirma également que les informations que Martel semblait détenir imposaient une enquête approfondie par des experts du contre-espionnage.

### Nouvelle mission française de vérification
Une mission est rapidement organisée. La délégation française arrive à Washington en mai 1962. Elle se met en contact avec l'attaché du renseignement à l'ambassade de France aux États-Unis, Philippe Thyraud de Vosjoli. Il fournit aux Français un lieu sûr pour interroger Golitsyne. De Vosjoli est très contrarié d'apprendre que les réunions précédentes avaient eu lieu sans sa participation, et que la lettre de Kennedy à de Gaulle avait été trop peu spécifique et avait mis en cause à tort l'ensemble des services français. De Vosjoli pensait alors que Martel pouvait être un agent double, avec comme mission de bouleverser les relations franco-américaines. Les rapports de l'enquête, qu'il transmit à Paris, le convainquent rapidement du contraire.
Les officiers français font passer à Martel des tests et tentent de le piéger. Martel avait ainsi affirmé avoir personnellement eu accès à des rapports de l'OTAN à Moscou, grâce à la source française ; afin de vérifier ses dires, les enquêteurs français lui présentent un certain nombre de documents disposant du sigle de l'OTAN, certains étant vrais et d'autres faux. L'épisode se révèle particulièrement troublant pour les services français : si Martel est incapable d'identifier tous les documents, tous ceux qu'il prétendait avoir vu sont les vrais ; à l'inverse, tous ceux qu'il met de côté sont des faux. Martel fournit ensuite une description complète de l'organisation et de travail du SDECE, y compris les détails d'une réorganisation qui avait eu lieu, dans le secret, en 1958.
Les enquêteurs français pressent Martel pour qu'il livre davantage de détails sur l'identité des agents doubles. Martel ne peut toutefois fournir que des détails de leurs opérations et des descriptions générales. Il se justifie en affirmant qu'il n'avait pas connaissance, au KGB, de l'identité des sources, mais n'avait fait que lire leurs rapports.
De retour en France après deux semaines d'interrogatoires, l'équipe examine avec attention les entretiens et tente d'établir une première liste d'espions infiltrés potentiels. Elle retourne à Washington pour confirmer ses soupçons grâce à Martel. Ces entretiens permettent l'identification de réseaux entiers au sein des ministères de l'Intérieur, de la Défense et des Affaires étrangères, d'un espion au sein du cabinet de de Gaulle, du réseau nommé « Saphir » composé d'au moins six agents au SDECE et d'un deuxième réseau au SDECE, spécifiquement chargé de l'espionnage des secrets nucléaires des États-Unis.
La décision du pouvoir politique n'arrive toutefois pas. Les relations franco-américaines sont alors tendues, de Gaulle n'appréciant pas les immixtions de la CIA dans le système politique, médiatique et syndical français. Le président est, de plus, très sceptique quant aux motifs des Américains, et pensait toujours que l'affaire avait été inventée par ces derniers. De Gaulle pèse ainsi pour réduire les mesures qu'aurait pu prendre le SDECE à l'encontre des agents nommés par Martel, à la grande stupéfaction des Américains.

### Montée du climat de méfiance
C'est ce dernier élément qui conduisit à la méfiance intense par rapport aux informations de Golitsyne au sein des renseignements français. Martel affirma que le réseau nucléaire avait été fondé par le KGB en 1959. Ce réseau existait mais avait été fondé par les Français à partir de 1960. Le plan fut lancé par Louis Joxe, à qui de Gaulle avait confié la tâche de la construction de la force de frappe nucléaire française. Joxe ayant conclu que la France n'avait pas les moyens de construire elle-même un système de défense nucléaire, elle devait donc voler les technologies des États-Unis s'ils refusaient de les fournir. Ce climat conduisait le SDECE à penser que la CIA avait connu l'existence de ces plans et qu'elle avait donc forgé le personnage de Martel pour effrayer les Français. Un des plus hauts fonctionnaires de la SDECE de l'époque s'exprima sur l'affaire en ces termes :
« Nous ne pouvions jamais être sûr si c'était Martel ou la CIA qui parlait. Nous avons accepté qu'il y avait un espion français à l'OTAN. Nous avons décidé de le rechercher. Mais aucun de nos hommes n'a eu des indices plus que vagues de la part de Martel sur le fait qu'il y avait quelqu'un derrière cet homme. Toutes les informations de la personne haut placée venait via la CIA.

Je vous assure que, bien que nous traitions cette information avec circonspection — à cause de nos suspicions sur la CIA, voyez-vous — nous avons fait tous les efforts possibles pour trouver une telle personne. Mais nous n'avons jamais eu de pistes spécifiques. »
Des agents américains assistaient aux réunions de débriefing françaises, ce qui avait pour effet curieux de rendre encore plus tendues les relations entre ces deux pays. Comme l'équipe française tentait de confirmer les noms donnés par Martel, les Américains devenaient de plus en plus méfiants. Comme l'équipe essaya de nombreux noms, les États-Unis croyaient que tout le gouvernement de la France était impliqué.
Tout cela restait cependant mineur comparé à la colère que suscita la nouvelle que la France donnait l'apparence de mettre sur pied une équipe de renseignement nucléaire.
Le général Paul Jacquier, qui vient d’être nommé chef de la SDECE, arrive à Washington le 5 octobre 1962. Sa mission est d'informer les États-Unis que la France allait transformer le SDECE en une organisation mondiale, qui agirait à la fois contre l'Est et l'Ouest.

Les services de renseignements britanniques venaient d'arrêter Vassall et étaient en train d'enquêter sur plusieurs autres agents auxquels Martel faisait référence. Par contre, la France n'avait rien fait à la suite des découvertes de l'affaire. Lors d'un dîner officiel en honneur de Jacquier, les États-Unis lui indiquèrent clairement qu'ils attendaient une action rapide. Un agent alla même jusqu'à dire à Jacquier :
Votre service est infiltré. Nous savons que vous n'êtes pas en faute, parce que vous êtes nouveau dans votre travail et nouveau dans ce métier. Mais vous devez prendre les bonnes mesures.

## Conséquences

### Relations avec l'OTAN
En conséquence, les services de renseignements de la France furent mis à l'écart de la collaboration occidentale, ce qui empêcha le bon fonctionnement de l'OTAN pendant un an. En fin de compte, il y eut trois ans de rupture entre les services de renseignements français et américains.
Les membres de l'OTAN avaient déjà des relations tendues entre eux au début des années 1960, l'effort visant à former une force nucléaire multilatérale (en) ayant abouti à un débat virulent. C'est dans cet environnement que l'affaire Martel explosa. À l'automne 1962, celle-ci avait en grande partie mis fin à la circulation d'informations au sein de l'OTAN, et seules les informations les plus essentielles au bon fonctionnement de l'organisation s'échangeaient encore.
C'est alors qu'il fut suggéré pour la première fois en dehors de la France que Martel était un agent double. Les critiques soulignèrent que les pistes de Martel s'adressaient généralement à des agents en place depuis de nombreuses années et qu'ils avaient maintenant largement dépassé leur âge d'or en termes d'accès à des informations utiles. Cette information était toutefois responsable du quasi-effondrement de l'OTAN.
Toutefois, à mesure que le poids de l'information s'infiltrait dans les services secrets de divers pays, la certitude qu'il disait la vérité devenait complète. Parmi les seuls militaires, John Vassall (en) de l'Amirauté britannique, Stig Wennerström, fonctionnaire du ministère suédois de la Défense, Hugh Hambleton, économiste canadien (travaillant à l'OTAN), Heinz Felfe, agent du Service fédéral de renseignement allemand et Jack Dunlap (en), sergent militaire américain (travaillant à la National Security Agency) furent tous exposés en raison des rapports de Martel.

### Arrestation de Georges Pâques
La France, en revanche, ne fit pas grand-chose des révélations de Golitsyn. Les efforts pour traquer l'espion de l'OTAN furent la seule action publique française dans l'affaire Martel. Georges Pâques fut arrêté le 23 septembre 1963 et soupçonné d'espionnage. Il avoua finalement avoir espionné pour les Soviétiques depuis 1944. Il était un des plus hauts responsables français à l'OTAN et était naturellement soupçonné d'être à l'origine de nombreux documents que Martel avait vus. Cependant, Pâques n'était devenu actif au sein de l'OTAN qu'en 1962 et donc ne pouvait pas être la source des informations antérieures que Martel avait vues. On croit maintenant qu'Hambleton, qui était francophone, fut la véritable source de ces documents, mais cela ne fut découvert que bien des années plus tard.

### Soupçons sur Georges Gorse
Un certain nombre d'autres suspects ont été étudiés, mais aucune preuve n'a jamais été trouvée. Parmi eux se trouvait Joxe, en raison de la possibilité que sa suggestion d'espionner des secrets nucléaires américains soit en fait un plan soviétique qu'il exécutait. Le diplomate Georges Gorse a également été soupçonné, qui sera suivi, dans une étrange tournure des événements, du chef adjoint du SDECE, Léonard Hounau, et du chef du contre-espionnage du SDECE, René Delseny, qui avait débriefé Martel en 1962. Après une autre rencontre avec Martel en novembre, Hounau fut discrètement congédié, mais aucune autre action ouverte ne fut entreprise. Certains analystes pensent que le climat politique critique en France après la fin de la guerre d'Algérie amena de Gaulle à enterrer l'histoire par crainte d'un coup d'état de droite.

### Traque d'une taupe au sein de la CIA
Le fait de savoir s'il y avait ou non un agent double haut placé est toujours ouvert à la spéculation. Golitsyn avait dit aux États-Unis qu'il y avait un espion similaire hautement placé au sein de la CIA, mais il ne le connaissait que par le nom de code "Sasha". Cela mena Angleton à une chasse à la taupe, de plus en plus paranoïaque, qui dura plusieurs années mais resta infructueuse. Son enquêteur, Clare Edward Petty, a conclu que c'était peut-être Angleton lui-même qui était l'espion, qu'il aurait travaillé de concert avec Golitsyn, qui aurait été alors un agent double. Des calomnies furent lancées à travers et à l'extérieur de la CIA, et la carrière de nombreuses personnes fut ruinée quand Angleton suggéra que ces personnes pourraient être l'agent double en question.

### Renvoi de de Vosjoli
Thyraud de Vosjoli rapporte qu'un certain nombre d'événements suspects montraient à l'époque que le SDECE avait en effet été pénétré profondément, comme Martel le soutenait. Il soutient ainsi qu'au début de l'été de 1962, ayant été averti des rumeurs d'une accumulation d'armes soviétiques à Cuba qui semblaient des missiles surface-air, il s'était envolé vers la Havane où il avait reçu des rapports indiquant qu'un nouveau type de missile avait été vu. Ces rapports indiquaient des informations récupérées par un officier français, qui était en mesure de faire la différence entre les deux modèles. Vosjoli avait alors transmis cette information au directeur de la CIA, John McCone.
Or, à ce moment-là, Jacquier avait appelé Vosjoli à Paris en décembre pour lui faire deux demandes : révéler le nom de tous ses contacts à Cuba, et commencer à mettre en place un réseau aux États-Unis pour espionner la technologie nucléaire américaine. Cela correspondait au réseau d'espionnage nucléaire que Martel avait évoqué. La raison qui lui est donnée à ce moment est que les États-Unis et le Royaume-Uni venaient de négocier les accords de Nassau, qui donnaient au Royaume-Uni l'accès aux technologies nucléaires américaines. Les Français ne pouvaient donc plus attendre pour déployer leurs efforts en la matière.
Un mois plus tard, en février 1963, Vosjoli transmit un long rapport de l'un de ses contacts cubains qui contenait les détails des forces soviétiques à Cuba. Le SDECE avait exigé que Vosjoli livre le nom de son contact, ce qu'il fit. L'agent fut bientôt arrêté par les Cubains, et Vosjoli fut informé qu'il était lui-même connu des Cubains et qu'il ne devait plus y séjourner.
C'est cette série d'événements qui amena Vosjoli à contacter Hervé Alphand, l'ambassadeur de France aux États-Unis. Alphand contacta des membres de confiance du ministère des Affaires étrangères de la France et constata qu'ils n'étaient absolument pas au courant de la question et que le SDECE ne leur avait pas communiqué les informations de Martel. Le SDECE identifia immédiatement Vosjoli comme source de la demande et l'informa le 16 septembre qu'il serait remplacé. Vosjoli ne rentra pas en France et est considéré le seul exemple d'un officier de renseignement français ayant fui aux États-Unis.
L'inaction de la France dans l'affaire Martel, conjuguée au rejet très public de Vosjoli, finit par entraîner une rupture totale du partage de renseignements entre la France et les États-Unis à partir de 1964. Les problèmes ne furent pas entièrement réglés au bout de trois ans, lorsque les communications normales reprirent.

## Postérité

### Publicisation de l'affaire
L'affaire ne fut rendue publique que des années plus tard, lorsque l'ancien attaché du SDECE à l'ambassade de France à Washington, Philippe Thyraud de Vosjoli, la rapporta dans un article du magazine Life en 1968 après qu'il eut fait défection aux États-Unis.

### Adaptations
Un ami de Vosjoli, Leon Uris, s'inspira très librement de l'affaire pour une version très romancée dans son roman Topaz, dont Alfred Hitchcock tira le film l'Étau.
L'affaire inspira le spectacle immersif Secret Défense joué au château de Rambouillet depuis juin 2021.